# Urostifteren
Urostifteren er en amerikansk stumfilm fra 1919 af Victor Schertzinger.

## Medvirkende
- Mabel Normand
- Florence Carpenter som Rory Bory Alice
- Ogden Crane som Bull Hogarth
- Cullen Landis som Slicker Evans
- Clarence Arper som Jepson